# Grands-mères de la place de Mai
L'association civile des Grands-mères de la place de Mai (en espagnol : Abuelas de Plaza de Mayo) est une organisation argentine de défense des droits humains qui a pour but de retrouver et de rendre à leurs familles légitimes tous les enfants et bébés volés lors de la dernière dictature militaire (1976-1983), créer les conditions nécessaires pour empêcher la perpétration de ce  crime contre l’humanité, et que tous les responsables de ces crimes soient dûment sanctionnés. Elle est présidée par Estela de Carlotto, son siège est à Buenos Aires, et l'association a des filiales à Mar del Plata, La Plata, Rosario et Córdoba. Jusqu'au 9 avril 2019, l'organisation avait rétabli l'identité de 128 personnes. Les Grands-Mères ont été nommées à cinq reprises au Prix Nobel de la Paix : entre 2008 et 2012. Le 14 septembre 2011, elles ont reçu le prix Félix Houphouët-Boigny, décerné par l'Unesco, pour leurs travaux sur les droits humains. 
Le 24 mars 1976, une dictature auto-dénommée Processus de réorganisation nationale (1976-1983) a été instaurée en Argentine. Cette dictature a mis en place une méthode d'élimination massive des opposants, ce qui a été considéré juridiquement comme un génocide. Ainsi, des milliers de personnes ont été victimes de disparitions forcées au travers de l'utilisation massive de centres de détention clandestins (CDC), ainsi que de torture et d'assassinat, à la suite de quoi leurs corps étaient éliminés.
Dans ce contexte, les forces répressives traitaient les enfants des détenus disparus comme des « butins de guerre » : un plan était mis en place, détaillant notamment le système de détention des femmes enceintes, leurs accouchements clandestins, la falsification des identités des enfants et la simulation des adoptions, afin de s'approprier ces jeunes. Ainsi, environ 500 enfants ont été appropriés, privés de leur identité, et souvent amenés à vivre avec des personnes qu'ils croyaient être leurs parents et qui étaient en fait les auteurs, participants ou complices du meurtre de leurs vrais parents.

## Le début des «Abuelas» de la Place de Mai.
Le coup d'État du 24 mars 1976 a mis en place un régime terroriste ayant comme caractéristique la disparition forcée des opposants et la mise en place d'un climat de terreur et d'un sentiment généralisé de peur, destinés à paralyser toute revendication ; le simple fait que quiconque demande où se trouvait un parent détenu-disparu représentait un risque pour cette personne, pouvant entraîner son arrestation et sa disparition. À cette époque, l'impuissance des proches des personnes disparues était extrême : aucune démocratie du monde, ni l'Église catholique exerçant une grande influence dans le pays, ni les organisations humanitaires internationales ne souhaitaient condamner la dictature militaire et, au contraire, elles coopéraient parfois avec sa répression illégale. Il n'était pas non plus possible, pour ces proches, de recourir au système judiciaire, car les juges argentins rejetaient systématiquement les recours en habeas corpus.
C'est dans ce contexte qu'un groupe de mères, de pères et de proches des disparus ont lancé un mouvement de résistance non violente.
Le 30 avril 1977, elles ont commencé à manifester tous les jeudis autour de la Pyramide de Mai, sur la place du même nom, située en face du siège du gouvernement. Au début, elles se reconnaissaient par le port d'un petit clou ; ces femmes ont ensuite décidé de se couvrir les cheveux avec un foulard blanc. Le groupe a rapidement reçu le nom de Mères de la Place de Mai et leur présence même a commencé à exercer une pression d'envergure nationale et internationale afin de connaître le sort des personnes disparues en Argentine.
Presque au même moment, le 15 mai, María Eugenia Casinelli et onze autres grands-mères ont signé une lettre collective d'habeas corpus adressée à la justice de Morón, dans laquelle elles révélaient l'existence de bébés disparu et demandaient que toutes les procédures d'adoptions soient suspendues. Cette lettre est considérée comme un document historique et un antécédent immédiat de la constitution des grands-mères de la Place de Mai à la fin de cette année. Un fragment de celui-ci dit :
« [...] les bébés de nos enfants qui ont disparu ou sont décédés au cours de ces deux dernières années. Certains de ces bébés sont nées de leurs mères en captivité. D'autres, de leurs mères séquestrées chez elles et dont l'habitat a été détruit. Jusqu'à présent, tous nos efforts ont été vains. Ces enfants n'ont pas été rendus à leurs familles. Nous ne savons plus quoi faire ... Dernièrement, nous avons appris que certains grands-parents avaient pu localiser leurs petits-enfants dans des tribunaux pour mineurs ou par leur intermédiaire. C'est pourquoi nous vous prions de vous intéresser à la liste des bébés disparus que nous joignons, au cas où vous auriez des informations au sujet de l'un d'eux »

En septembre 1977, Alicia Licha Zubasnabar (en) a commencé à assister aux rondes des Mères de la Place de Mai avec son mari et Hebe de Bonafini, à la recherche d'un fils, d'une fille enceinte, de sa belle-fille et de son beau-fils. Une autre grand-mère, Chicha Chorobik de Mariani (1923-2018), a commencé à chercher d'autres mères de personnes disparues qui, comme elle, cherchaient des petits-enfants disparus. Mariani avait été invitée à se joindre à d'autres grands-mères par Lidia Pegenaute, une avocate qui travaillait comme conseillère pour mineurs auprès des tribunaux de La Plata et qui lui avait donné l'adresse de Licha Zubasnabar. Le Dr. Peganaute était l'un des rares fonctionnaires de la justice qui collaboraient véritablement avec les proches de personnes disparues. En fin d'année, Chicha Mariani est allée chercher Licha Zubasnabar chez elle à La Plata:
« Le jour où j'ai rencontré Alicia, elle était chez elle, sur une literie rose, et elle accommodait son domicile. Nous avons commencé à discuter et nous avons perdu la notion du temps. Ce jour-là, j'ai commencé à découvrir ce qui se passait réellement et à comprendre que la recherche devait se faire autrement, qu'il n'y avait pas qu'un seul enfant disparu, mais au moins deux. Et que s’il y en avait deux, combien d’autres pourraient-ils y en avoir? Pour la première fois, j'ai eu le sentiment horrible de ne pas pouvoir retrouver ces enfants parce que l'on ne voulait pas nous les rendre ». Chicha Mariani
Ce jour-là, Licha Zubasnabar a proposé à Chicha Mariani de se joindre à l'action que les Mères de la Place de Mai préparaient en vue de la visite en Argentine du secrétaire d'État des États-Unis, Cyrus Vance. En même temps, Licha Zubasnabar a commencé à demander, auprès des Mères de la Place de Mai, qui d'autre cherchait aussi des petits-enfants, pour entamer une action commune en vue de les récupérer. Le 21 octobre, les Mères de la Place de Mai ont pris d'assaut la cérémonie officielle pour remettre, chacune, au haut fonctionnaire américain, une liste d'enfants et petits-enfants disparus. Ce fut la première fois que ces 12 grands-mères, aujourd'hui considérées comme fondatrices de l'organisation, étaient réunies.
« Licha [Alicia Zubasnabar de De la Cuadra] est allée chercher les autres grands-mères qu'elle connaissait déjà de la Place de Mai. Nous nous sommes rencontrées et avons décidé de commencer à travailler ensemble. Nous étions 12 à cette époque. Cela m'a émerveillé de les voir si sereines ; J'étais toujours en larme, un cri continu, je les ai vus si sereines et je me suis dit : "Je dois être comme elles". Nous avons d'abord été surnommées les "grands-mères argentines avec des petits enfants disparus". Mais nous grandissions, et les gens ont commencé à nous connaître et à nous appeler les "Grands-Mères de la Place de Mai" ». Chicha Mariani

## Contexte: les bébés volés de la dictature

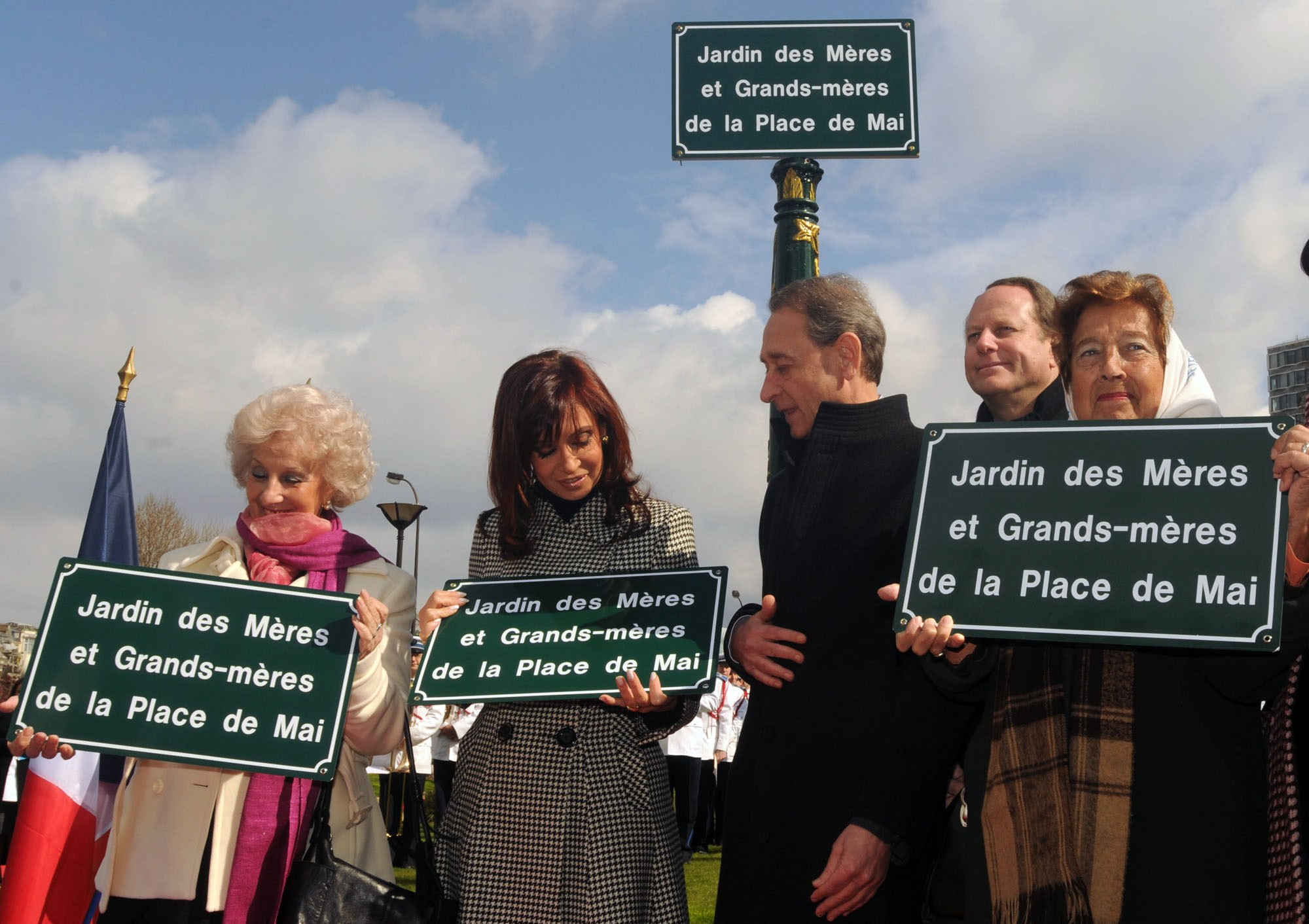
Inauguration du jardin des Mères-et-Grands-Mères-de-la-Place-de-Mai dans le, angle rue Balard et quai André-Citroën), le 7 avril 2008. De gauche à droite : la présidente des Grands-mères de la Place de Mai, Estela B. de Carlotto, la présidente de l'Argentine Cristina Kirchner, le maire de Paris, Bertrand Delanoë, et le maire du 15e Philippe Goujon.

Ces victimes étaient des étudiants, des syndicalistes, des idéalistes épris de justice sociale. Ils étaient jeunes, la plupart entre 18 et 20 ans, et bon nombre d’entre eux avaient des enfants en bas âge, qui se sont ajoutés à la liste des desaparecidos (« disparus »).
Dès le début de leur lutte, les Abuelas ont précisé que tant l’enlèvement des adultes que celui des enfants, répondait à un plan bien établi. En enlevant les enfants, on « enlevait » le présent, en enlevant les petits-enfants, on essayait d’enlever le futur. Elles ont compris également que l’enlèvement de ces enfants deviendrait, à la longue, un problème pour l’ensemble de la société.

## Activités des grand-mères

### La Banque des données génétiques
Avec la collaboration de scientifiques et d'institutions internationales (Blood Center de New York University[réf. nécessaire] de Berkeley) les Grand-mères ont rendu possible aujourd'hui la preuve de la filiation d'un enfant à 99,99 %, même en l'absence des parents[réf. nécessaire]. Ce taux est appelé indice de abuelidad (taux de grand-maternité), en référence à la démarche de ces femmes. Le taux est établi au moyen d'analyses spécifiques du sang des grands-parents, des oncles et des frères et sœurs. 
Les Grands-mères de la Place de mai ont milité pour le vote de la loi 23.511, portant création de la Banque Nationale des Données Génétiques, adoptée en mai 1987. La Banque abrite les cartes génétiques de toutes les familles dont un enfant a disparu. Aujourd'hui, la banque de données contient les portraits génétiques de 352 familles, soit près de 3000 personnes [réf. nécessaire].
Leur travail a permis d'identifier 124 enfants en 2017 des 500 enfants kidnappés ou nés en détention durant la période militaire et clandestinement adoptés par les familles des militaires, policiers ou de proches du pouvoir (parmi lesquels, Hilda Victoria Montenegro, adoptée par un colonel de l'armée Herman Antonio Tetzlaff). Elles réclament notamment que les deux enfants d'Ernestina Herrera de Noble, la PDG du puissant groupe de presse Clarín, délivrent à la justice des échantillons ADN afin d'assurer qu'ils ne font pas partie des bébés séquestrés, ce qui est soupçonné par les enquêteurs.
Début 2025, le 139e enfant a été identifié.

### Activités internationales
Chaque année, les abuelas se rendent en Europe pour maintenir des contacts avec diverses organisations internationales et, notamment, à Genève pour informer de leurs démarches et donner leur témoignage à la Commission des droits de l'homme des Nations unies. La Peña del Sol a organisé en leur honneur, à la  Cathédrale Notre-Dame de Lausanne, un unique concert, La Misa Crilla, du compositeur argentin Ariel Ramirez, le 26 mars 1999, dans le cadre de l'Année Internationale des Droits de l'homme.